# インテレクチュアル・ヒストリー
インテレクチュアル・ヒストリー (英: intellectual history) は、人文学の用語で、「知の営み」についての歴史学のこと。

## 概要
専門家の間でも明確な定義が無く、日本語では「精神史」や「知性史」とも訳され、思想史・観念史・心性史と並列されることもあるが、必ずしも対応しない。特定の分野にとらわれず多角的な歴史を扱う分野とも言える。
科学史家のヒロ・ヒライによれば、英語の intellectual history という表現は20世紀初頭から使われているが、その意味するところは時代により変化している。1980年代までは「思想史」と同一視することも可能であったかもしれないが、1990年代アメリカの歴史学者アンソニー・グラフトン以降、読書・人文主義・普遍史・文献学・聖書解釈学といった一口に「思想」とは括れない知の営みの歴史を扱うに至り、思想史との同一視も困難となった。旧来の「歴史学」と「思想史」のあいだに横わたる広大なフロンティアを開拓しているのが、21世紀現在の潮流と言える。

## 経緯

### 20世紀初頭
「インテレクチュアル・ヒストリー」という用語が生まれたのは、20世紀初頭のアメリカである。「過去の政治」をおもな研究対象としていた旧来の歴史学への批判として、いわゆる「新歴史学」(New History) の潮流をつくったアメリカの歴史学者ジェイムス・H・ロビンソン（コロンビア大学）が、1904年に行った講義「西欧のインテレクチュアル・ヒストリー」が、大学の講義のタイトルとして採用された最初のケースである。ロビンソンが意図していたものは、おおまかに「学問の歴史」を指すものだった。
その後1930年代まで、同時期に胎動していた社会史とともに「ソーシャル=インテレクチュアル・ヒストリー」(Social and Intellectual history) と呼ばれる講義が、アメリカの各地の大学で採用されるようになった。当時のインテレクチュアル・ヒストリーの旗手たちは、ドイツの歴史学の影響を受けており、ヘーゲル学派の流れをくむエルンスト・カッシーラーらのように「時代精神」(Zeitgeist) を把握することを目標として掲げていた。研究対象としては、17世紀アメリカ大陸の英国植民地におけるピューリタン主義がとくに扱われた。

### 20世紀中期

#### ラヴジョイ学派の観念史
アメリカの思想史家アーサー・ラヴジョイとそのフォロワーたちによって展開された「観念史」(history of ideas) は、第二次世界大戦以前の1920-1930年代にはじまり、1973年の『観念史辞典』(Dictionary of the History of Ideas) に大きく結実した（その新版は2004年に出されている）。
ラヴジョイの観念史は、インテレクチュアル・ヒストリーとしばしば混同される。たしかに、21世紀のインテレクチュアル・ヒストリーの潮流の前段階として分野横断的・学際的な研究のモデルとなり、インテレクチュアル・ヒストリーが生まれてくる土壌をもつくったことは否めないが、同一なものではない。そもそも現在における混乱の原因は、観念史研究の主要雑誌である1940年創刊の『観念史ジャーナル』(Journal of the History of Ideas) に、2007年から後述のアンソニー・グラフトンが編集長として着任したことで、雑誌名を変えることなくインテレクチュアル・ヒストリーの研究を中心に載せる雑誌に方向転換したことにある。これ以降（あるいはこの転換がはじまっていた2000年代）に同雑誌に触れることになった読者には、その差異が理解しづらいのは無理もない。しかし、ラヴジョイの観念史とインテレクチュアル・ヒストリーは方法論において明確に異なる。

#### ヴァールブルク学派とウォーバーグ研究所
ドイツの美術史家アビ・ヴァールブルクと、彼がナチス政権の弾圧を逃れてロンドンに移設したウォーバーグ研究所に所属する研究者たち、そしてその追従者たちが生みだした伝統は、21世紀のインテレクチュアル・ヒストリーの潮流に強い影響を与えている。とくに「細部に宿る神を召喚する」というモットーのもとに、従来の学術伝統に縛られない分野横断的なコンテクスト重視の研究の方向性は、ドイツやイタリアといった大陸諸国での展開を積極的にとり込んだものである。それは、知の巨人たちに注目する旧来の哲学史・思想史における正典主義とは対極にあり、21世紀のインテレクチュアル・ヒストリーの潮流に受けつがれている。

#### ロジェ・シャルチエと読書史
フランスの文化史家でアナール学派の流れをくむロジェ・シャルチエらによる、読書・書物についての歴史学（書物の歴史）は、1970年代から盛んになった。従来の印刷・出版の歴史学から、読書という営為の歴史的変遷へと展開され、書物の欄外に書き入れられた覚書（マージナリア）などが扱われた。この分野が現在のインテレクチュアル・ヒストリーの潮流に与えた影響も大きい。

#### クェンティン・スキナーとケンブリッジ学派
イギリスの思想史家クェンティン・スキナーを中心とするケンブリッジ学派が1970年代からおし進めた研究は、とくに政治思想史 (history of political thought) や経済思想史 (history of economic thought) に大きな影響を与えている。彼らは、1984年にケンブリッジ大学出版局から「コンテクストにみる諸観念」(Ideas in Context) という叢書をスタートさせ、そのなかで「インテレクチュアル・ヒストリー」という語を意識的に使用している。しかし、このタイトルにある「諸観念」という語に見られるように、依然として観念史を強く意識しており、それに対抗するために「諸観念」を「コンテクスト」におくことを強調している。叢書は2011年に100冊を数えるに至った。

#### リチャード・ポプキンとインテレクチュアル・ヒストリー叢書
アメリカの思想史家で初期近代の懐疑主義の伝統の研究で知られるリチャード・ポプキンは、哲学・科学などの歴史の背景にあった宗教的な要素を重視して研究を進めた。
ポプキンとその追従者たちは、ブリル社 (Brill) の叢書「インテレクチュアル・ヒストリー研究」(Studies in Intellectual History) を立ち上げた。インテレクチュアル・ヒストリーの歴史において、この叢書は特筆に値する。叢書はポプキンを編集主幹として、1987年の『イザーク・ラ・ペイレール』 Isaac La Peyrère (1596-1676) からスタートした。おそらくは「知的伝記」(intellectual biography) のジャンルを意識し、「インテレクチュアル・ヒストリー」という用語を冠した叢書は、当時ほかに類を見なかった。21世紀現在も叢書の刊行は続いており、冊数は数百に及んでいる。

### 1990年代以降

#### アンソニー・グラフトンの仕事
アメリカのルネサンス学者アンソニー・グラフトンの1991年の著作『テクストの擁護者たち』以降のアメリカを中心とするインテレクチュアル・ヒストリーの展開には目をみはるものがあり、それまでの流れとは明らかに一線を画している。グラフトンは、上記のヴァールブルク学派やシャルチエの読書史に影響を受けつつ、ルネサンス期における文献学・聖書解釈学・年代学といった諸分野の歴史を扱った。彼が1990年代以降の人文学に与えた影響は、ルネサンス学を震源として中世史や近代史の研究者たちを巻きこみ、科学史・医学史・書物史・文学史・芸術史をはじめとする多様な分野に波及していった。

#### グラフトン学派のひろがり
グラフトンの影響を受けた人々の作品では、ポーラ・フィンドレンの1994年の主著『自然の占有：ミュージアム、蒐集、そして初期近代イタリアの科学文化』（ありな書房、2005年）が特筆に値する。また1997年のアン・ブレアの著書『自然の劇場：ジャン・ボダンとルネサンス科学』 は、ブレアがグラフトンの指導学生ということもあり、より明確に影響を受けている。また、1998年のキャサリン・パークとロレーヌ・ダストンによる『驚異と自然の秩序（1150-1750）』 も影響を受けている。こうした研究者たちが、2000年の論集『自然の細目：ルネサンス期ヨーロッパの自然と諸学』で一堂に会した。さらにそのスピリットは、2005年の論集 『ヒストリア：初期近代ヨーロッパにおける経験主義と博識』に受けつがれている。2007年のナンシー・シライシの著書『歴史、医学、そしてルネサンスにおける諸学の伝統』も、そのような潮流のもとに書かれた。

#### 国際インテレクチュアル・ヒストリー協会
1994年にイギリスの思想史家コンスタンス・ブラックウェル (Constance Blackwell) によって、「インテレクチュアル・ヒストリー財団」（Foundation for Intellectual History）を母体とした「国際インテレクチュアル・ヒストリー協会」（International Society for Intellectual History、略称 ISIH）が設立された。関連するさまざな伝統や手法を尊重しつつ、研究を促進するのが狙いとなっている。1996年から2006年まで続いた『インテレクチュアル・ニューズ』Intellectual News 誌を引き継ぐかたちで、2007年に学術誌『インテレクチュアル・ヒストリー・レヴュ』Intellectual History Review が発刊された。

## 日本における受容と展開

### 観念史とヴァールブルク学派の受容
ヒロ・ヒライや小澤実によれば、日本におけるインテレクチュアル・ヒストリーの展開を語るうえで無視できない一人の人物がいる。日本における西洋人文学を陰から支えていた編集者二宮隆洋（1951-2012）である。二宮は平凡社で『エラノス叢書』  『叢書ヒストリー・オヴ・アイディアズ』 『テオリア叢書』『クリテリオン叢書』『ヴァールブルク・コレクション』といった日本語訳を主とする叢書を企画し、上記の観念史やウォーバーグ研究所を日本に紹介した。二宮が「精神史」という用語でくくった作品の多くは、インテレクチュアル・ヒストリーの領域にくくられるべきものであった。

### シャルチエ学派とケンブリッジ学派の受容
シャルチエを中心とする読書の歴史は、1990年代から日本に紹介され、歴史学者により多くの訳書が出されている。一方、ケンブリッジ学派は1970年代から徐々に、政治学者や経済学者により訳書や関連書が出されている。また、岩波書店の雑誌『思想』でどちらも特集が組まれている。